# Veenendaal-Veenendaal Classic 2022
La Veenendaal-Veenendaal Classic 2022, trentacinquesima edizione della corsa e valida come prova dell'UCI Europe Tour 2022 categoria 1.1, si svolse il 21 maggio 2022 su un percorso di 197,9 km, con partenza e arrivo a Veenendaal, nei Paesi Bassi. La vittoria andò all'olandese Dylan Groenewegen, il quale completò il percorso in 4h32'40", alla media di 43,548 km/h, precedendo i belgi Gerben Thijssen e Arnaud De Lie.
Sul traguardo di Veenendaal 111 ciclisti, dei 147 partiti dalla medesima località, portarono a termine la competizione.

## Squadre e corridori partecipanti
| N.      | Cod. | Squadra                   |
| ------- | ---- | ------------------------- |
| 1-7     | TJV  | Jumbo-Visma               |
| 11-17   | BEX  | Team BikeExchange-Jayco   |
| 21-27   | IWG  | Intermarché-Wanty-Gobert  |
| 31-37   | LTS  | Lotto Soudal              |
| 41-47   | DSM  | Team DSM                  |
| 51-57   | AFC  | Alpecin-Fenix             |
| 61-67   | BBK  | B&B Hotels-KTM            |
| 71-77   | BWB  | Bingoal Pauwels Sauces WB |
| 81-86   | HPM  | Human Powered Health      |
| 91-97   | SVB  | Sport Vlaanderen-Baloise  |
| 101-107 | ARK  | Team Arkéa-Samsic         |

| N.      | Cod. | Squadra                         |
| ------- | ---- | ------------------------------- |
| 111-117 | ABC  | Abloc CT                        |
| 121-127 | ALQ  | Allinq Continental Cycling Team |
| 131-137 | ACA  | ARA Pro Racing Sunshine Coast   |
| 141-147 | BCY  | BEAT Cycling                    |
| 151-157 | BEB  | Bolton Equities Black Spoke     |
| 161-167 | CGC  | China Glory Continental         |
| 171-177 | HBA  | Hagens Berman Axeon             |
| 181-187 | MET  | Metec-Solarwatt p/b Mantel      |
| 191-197 | MCT  | Minerva Cycling                 |
| 201-207 | TIS  | Tarteletto-Isorex               |
| 211-217 | VWE  | VolkerWessels Cycling Team      |

## Ordine d'arrivo (Top 10)
| Pos. | Corridore        | Squadra      | Tempo    |
| ---- | ---------------- | ------------ | -------- |
| 1    | D. Groenewegen   | BikeExchange | 4h32'40" |
| 2    | Gerben Thijssen  | Intermarché  | s.t.     |
| 3    | Arnaud De Lie    | Lotto        | s.t.     |
| 4    | Jakub Mareczko   | Alpecin      | s.t.     |
| 5    | Timothy Dupont   | Bingoal      | s.t.     |
| 6    | Sasha Weemaes    | Sport Vl.    | s.t.     |
| 7    | Pierre Barbier   | B&B          | s.t.     |
| 8    | Lionel Taminiaux | Alpecin      | s.t.     |
| 9    | Arvid de Kleijn  | Human        | s.t.     |
| 10   | Jordi Warlop     | B&B          | s.t.     |